# Mickey Davis
Edward J. "Mickey" Davis (Rochester, Pensilvania; 16 de junio de 1950) es un exjugador de baloncesto estadounidense que disputó cinco temporadas en la NBA y una más en la ABA. Con 2,01 metros de estatura, jugaba en la posición de escolta. Es hermano del también exbaloncestista Brad Davis.

## Trayectoria deportiva

### Universidad
Jugó durante dos temporadas con los Dukes de la Universidad Duquesne, liderando al equipo en anotación en ambas. En su temporada júnior promedió 19,2 puntos por partido, 10 rebotes y 6 asistencias. Dejó la universidad un año antes de su graduación para jugar con los profesionales.

### Profesional
Fue elegido por los Denver Rockets en la segunda ronda del Draft de la ABA de 1971, quienes lo traspasaron a los Pittsburgh Condors. Jugó una temporada con los Condors, en la que apenas contó para su entrenador, saltando a pista únicamente en 23 partidos en los que promedió 2,8 puntos y 1,8 rebotes.
Al año siguiente fue elegido en el puesto 113 del Draft de la NBA de 1972 por Milwaukee Bucks, donde jugó 5 temporadas, como suplente de Bob Dandridge. En la segunda de ellas, la 1973-74, llegó a disputar las Finales de la NBA ante los Boston Celtics, en las que cayeron en el séptimo y definitivo partido. Esa fue además su mejor temporada, promediando 5,9 puntos y 3,1 rebotes por partido.
Mediada la temporada 1976-77, fue despedido, abandonando el baloncesto profesional.

## Estadísticas de su carrera en la ABA y la NBA

### Temporada regular
| Temporada | Edad | Equipo             | Liga  | P   | TIT | MIN  | TC  | TCA | %TC  | 3P  | 3PA | %3P  | TL  | TLA | %TL  | R.OF. | R.DEF. | REB | ASIS | ROB | TAP | PER | FP  | PTS |
| 1971-72   | 21   | Pittsburgh Condors | ABA   | 23  |     | 5.5  | 1.1 | 2.7 | .397 | 0.0 | 0.1 | .000 | 0.6 | 0.9 | .700 | 0.9   | 0.9    | 1.8 | 0.4  |     |     | 0.7 | 1.0 | 2.8 |
| 1972-73   | 22   | Milwaukee Bucks    | NBA   | 74  |     | 14.1 | 2.1 | 4.7 | .438 |     |     |      | 1.0 | 1.2 | .826 |       |        | 3.1 | 1.0  |     |     |     | 1.6 | 5.1 |
| 1973-74   | 23   | Milwaukee Bucks    | NBA   | 73  |     | 13.9 | 2.3 | 4.6 | .504 |     |     |      | 1.3 | 1.5 | .830 | 1.1   | 2.0    | 3.1 | 1.2  | 0.4 | 0.1 |     | 1.3 | 5.9 |
| 1974-75   | 24   | Milwaukee Bucks    | NBA   | 75  |     | 14.4 | 2.3 | 4.8 | .479 |     |     |      | 1.0 | 1.2 | .886 | 0.9   | 2.3    | 3.2 | 1.1  | 0.4 | 0.1 |     | 1.4 | 5.7 |
| 1975-76   | 25   | Milwaukee Bucks    | NBA   | 45  |     | 9.1  | 1.2 | 3.4 | .362 |     |     |      | 1.1 | 1.4 | .794 | 0.6   | 1.3    | 1.9 | 0.8  | 0.3 | 0.0 |     | 0.8 | 3.6 |
| 1976-77   | 26   | Milwaukee Bucks    | NBA   | 19  |     | 8.7  | 1.5 | 3.6 | .426 |     |     |      | 1.2 | 1.3 | .920 | 0.6   | 0.9    | 1.5 | 1.1  | 0.3 | 0.2 |     | 0.6 | 4.3 |
| Total     |      |                    | TOTAL | 309 |     | 12.4 | 2.0 | 4.3 | .455 | 0.0 | 0.1 | .000 | 1.1 | 1.3 | .835 | 0.9   | 1.8    | 2.7 | 1.0  | 0.4 | 0.1 | 0.7 | 1.2 | 5.0 |
|           |      |                    | NBA   | 286 |     | 13.0 | 2.0 | 4.4 | .458 |     |     |      | 1.1 | 1.3 | .842 | 0.9   | 1.8    | 2.8 | 1.0  | 0.4 | 0.1 |     | 1.3 | 5.2 |
|           |      |                    | ABA   | 23  |     | 5.5  | 1.1 | 2.7 | .397 | 0.0 | 0.1 | .000 | 0.6 | 0.9 | .700 | 0.9   | 0.9    | 1.8 | 0.4  |     |     | 0.7 | 1.0 | 2.8 |

### Playoffs
| Temp.   | Edad | Equipo          | Liga | P  | MIN | TCA | TC | 3PA | 3P | TLA | TL | R.OF. | REB | ASIS | ROB | TAP | PER | FP | PTS | %TC  | %3P | %FT   | MIN  | PTS | REB | AST |
| 1972-73 | 22   | Milwaukee Bucks | NBA  | 6  | 54  | 6   | 17 |     |    | 2   | 2  |       | 12  | 5    |     |     |     | 10 | 14  | .353 |     | 1.000 | 9.0  | 2.3 | 2.0 | 0.8 |
| 1973-74 | 23   | Milwaukee Bucks | NBA  | 15 | 245 | 32  | 65 |     |    | 22  | 24 | 8     | 34  | 12   | 4   | 2   |     | 23 | 86  | .492 |     | .917  | 16.3 | 5.7 | 2.3 | 0.8 |
| Total   |      |                 | NBA  | 21 | 299 | 38  | 82 |     |    | 24  | 26 | 8     | 46  | 17   | 4   | 2   |     | 33 | 100 | .463 |     | .923  | 14.2 | 4.8 | 2.2 | 0.8 |